# Дзенчин
Дзенчин (пол. Dzięczyn) — остановочный пункт железной дороги (платформа) в деревне Дзенчина в гмине Понец, в Великопольском воеводстве Польши. Имеет 2 платформы и 2 пути.
Остановочный пункт на железнодорожной линии Лодзь-Калиская — Форст, построен в 1888 году, когда эта территория была в составе Германской империи.